# Индиана Пэйсерс
«Индиа́на Пэ́йсерс» (англ. Indiana Pacers) — профессиональный баскетбольный клуб, выступающий в Центральном дивизионе Восточной конференции НБА. Команда была основана в 1967 году. Клуб базируется в городе Индианаполис, штат Индиана.
«Индиана Пэйсерс» был основан в 1967 году как клуб Американской баскетбольной ассоциации, став членом НБА только в 1976 году. «Пэйсерс» всегда пользовался популярностью, но даже в самые лучшие времена в своей истории, прежде всего связанные с Реджи Миллером, клубу ни разу не удалось завоевать Кубок Ларри О’Брайена, тогда как во времена выступлений команды в АБА она трижды становилась чемпионом.

## 1967—1976: Династия в АБА
В начале 1967 года шесть инвесторов объединили свои усилия, чтобы создать клуб в Американской баскетбольной ассоциации.
В первые семь лет своего существования команда играла в «Выставочном комплексе Индианаполис Стейт Колизеум», который теперь называется «Пепси Колизеум». В 1974 году она переехала в новую «Маркет-сквер-арену» в центре Индианаполиса, где оставалась на протяжении 25 лет. На момент переезда вместимость Маркет-сквер-арены составляла около 17,5 тысяч зрительских мест.

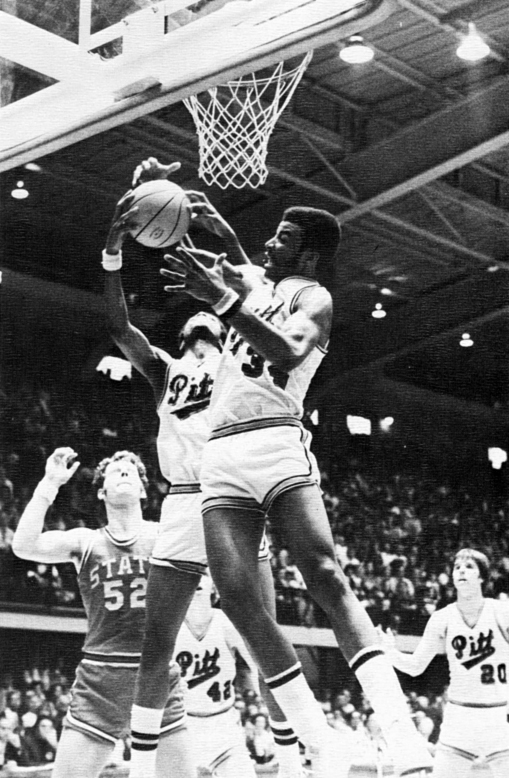
Билли Найт (№ 34) борется за подбор

В дебютном сезоне «Пэйсерс» тренировал Ларри Ставерман. Первым игроком, подписавшим контракт с командой, стал Роджер Браун. Свой первый матч в истории «Индиана» выиграла (117-91), обыграв «Кентукки Колонелс». В первом сезоне команда из Индианаполиса финишировала на третьем месте в Восточной конференции с показателем побед и поражений 38-40, тем самым обеспечив себе место в плей-офф. Они проиграли в полуфинале конференции будущему чемпиону «Питтсбург Пайперз».
В начале второго сезона бывший выпускник Индианского университета Бобби Леонард стал главным тренером команды. Леонард быстро превратил «Пэйсерс» в сильный коллектив, за который играли такие звёзды, как Мел Дэниелс, Джордж Макгиннис, Роджер Браун и многие другие.
Уже в первый сезон с Леонардом «Индиана» показала самый результативный баскетбол за всю свою дальнейшую историю, набирая за игру в среднем 119,6 очка. Начав сезон с 5 победами в первых 20 матчах, команда сумела победить в Восточном дивизионе и выйти в свой первый финал чемпионата АБА, где уступила «Окленд Оукс» со счётом 4-1.
Сезон 1969/70 стал лучшим в истории команды. Благодаря четырём игрокам постоянного состава — Брауну, Дэниелсу, Найту и Бобу Нетолики, — а также популярному новичку из университета Пердью Билли Келлеру, «Пэйсерс» достигли баланса побед и поражений 59-25. Им удалось стать первыми в Восточном дивизионе второй раз подряд и одержать победу в финале над «Лос-Анджелес Старз».
«Индиана Пэйсерс» и «Нью-Йорк Нетс» являются единственными командами, которые становились чемпионами АБА более одного раза. Свой второй титул «Индиана», к тому времени уже игравшая в Западном дивизионе, завоевала в финале 1972 года, победив «Нетс», а год спустя выиграла лигу в третий раз в серии против «Кентукки Колонелс», победив в гостях в решающей, седьмой, игре финала.
Во всех трёх чемпионских сезонах MVP плей-офф были признаны игроки «Пэйсерс» (Роджер Браун в 1969/70, Фредди Льюис в 1971/72 и Джордж Макгиннис в 1972/73). Кроме того, семь игроков, в разное время выступавших за «Индиану» (Роджер Браун, Фредди Льюис, Джордж Макгиннис, Мел Дэниелс, Боб Нетолики, Уоррен Джебали и Донни Фримен), были включены в сборную всех времён АБА.
«Индиана Пэйсерс» был самым успешным клубом в истории АБА, выиграв три титула в течение четырёх лет. В целом они выходили в финал Американской баскетбольной ассоциации пять раз за девятилетнюю историю лиги и в каждом из девяти сезонов играли в плей-офф.

## 1976—1987: Ранние годы в НБА
«Пэйсерс» был одной из четырёх команд АБА, присоединившимся к НБА в результате слияния двух лиг в 1976 году. Также к НБА присоединились «Нью-Йорк Нетс», «Денвер Наггетс» и «Сан-Антонио Спёрс». Вступительный взнос для каждой из новых команд составлял 3,2 млн долларов, а кроме того, они должны были компенсировать потери клубам, не принятым в НБА. В итоге «Пэйсерс» оказались в настолько тяжёлом финансовом положении, что к концу первого своего сезона в НБА им пришлось продать нескольких ведущих игроков. Финансовые проблемы «Индианы» берут своё начало ещё с последних дней в Американской баскетбольной ассоциации, когда уже в последнем сезоне в АБА началась распродажа звёзд. К тому же, новые команды были отстранены от совместного использования национального дохода с телевизионных трансляций на четыре года.
В результате клубу пришлось заплатить высокую цену за присоединение к НБА. «Индиана Пэйсерс» объявили, что если не продадут 8000 абонементов до конца июля 1977 года, то клуб будет продан тому, кто сможет перевести команду в другое место. Местный телевизионный канал, который в те времена транслировал матчи «Пэйсерс», предложил провести 16,5-часовой телемарафон в поддержку того, чтобы клуб остался в Индиане. Телемарафон начался в ночь на 3 июля 1977 года, и на следующий день за 10 минут до конца было объявлено, что команда достигла продажи 8000 абонементов. Отчасти благодаря телемарафону средняя посещаемость «Индианы» выросла с 7615 в сезоне 1976/77 до 10982 человек в сезоне 1977/78.
В первый сезон в НБА «Пэйсерс» финишировали с балансом побед и поражений 36-46, а игроки клуба Билли Найт и Дон Бузи были приглашены участвовать в матче всех звёзд НБА.
Отсутствие преемственности от сезона к сезону, ставшее нормой на протяжении большей части следующего десятилетия, ярко иллюстрирует обмен Билли Найта и Дона Бузи в межсезонье 1977 года. Клуб приобрел Адриана Дантли в обмен на Найта, но уже в декабре был обменян и Дантли (который в то время набирал 26,5 очка в среднем за игру), а в январе «Пэйсерс» обменяли и второго своего лучшего бомбардира Джона Уильямсона.
В результате плохой менеджерской работы «Пэйсерс» пришлось прибегнуть к рекламным трюкам, чтобы привлечь внимание болельщиков. В 1979 году менеджмент предложил пробный контракт звезде женского баскетбола Энн Майерс и пригласил её в свой тренировочный лагерь. Она до сих пор является первой и единственной женщиной, приглашенной в команду НБА, но она так и не попала в окончательный состав клуба.
В 1979 году команду приобрёл калифорнийский миллионер Сэм Насси — он оставался её владельцем до 1983 года, перепродав её затем братьям Мелу и Хербу Саймонам. В связи с переездом «Джаз» из Нового Орлеана в Солт-Лейк-Сити перед сезоном 1979/80 «Индиана Пэйсерс» были переведены из Среднезападного дивизиона Западной конференции в Центральный дивизион Восточной конференции. За последующие два года «Пэйсерс» заключили две из худших сделок в своей истории. В 1980 году клуб обменял Алекса Инглиша в «Денвер Наггетс» на бывшую звезду АБА и «Индианы» Джорджа Макгинниса. Макгиннис был уже на закате своей карьеры и за два следующих года мало чем помог команде, тогда как Инглиш в сезоне 1982/83 стал лучшим бомбардиром лиги, восемь раз играл в матчах всех звёзд и впоследствии был включён в списки Зала славы баскетбола. На следующий год «Пэйсерс» обменял будущий пик на Драфте НБА 1984 года на центрового «Портленд Трэйл Блэйзерс» Тома Оуэнса. Оуэнс отыграл только один сезон и не внёс большого вклада в развитие команды. Масштаб ошибки в полной мере стал понятен в 1984 году. В сезоне 1983/84 «Индиана» оказалась последней в Восточной конференции, что давало бы «Пэйсерс» право общего второго выбора на предстоящем драфте, но драфт-пик достался «Трэйл Блэйзерс». «Портленд» использовал его, чтобы выбрать Сэма Боуи, хотя всё ещё был доступен Майкл Джордан (под первым номером был выбран Хаким Оладжьювон).
В сезоне 1980/81 «Пэйсерс» впервые в своей истории выступлений в НБА вышли в плей-офф, но проиграли в первом же раунде «Филадельфии-76» в двух матчах. Это попадание в плей-офф будет единственным на протяжении 9 лет с 1977 по 1986 год.

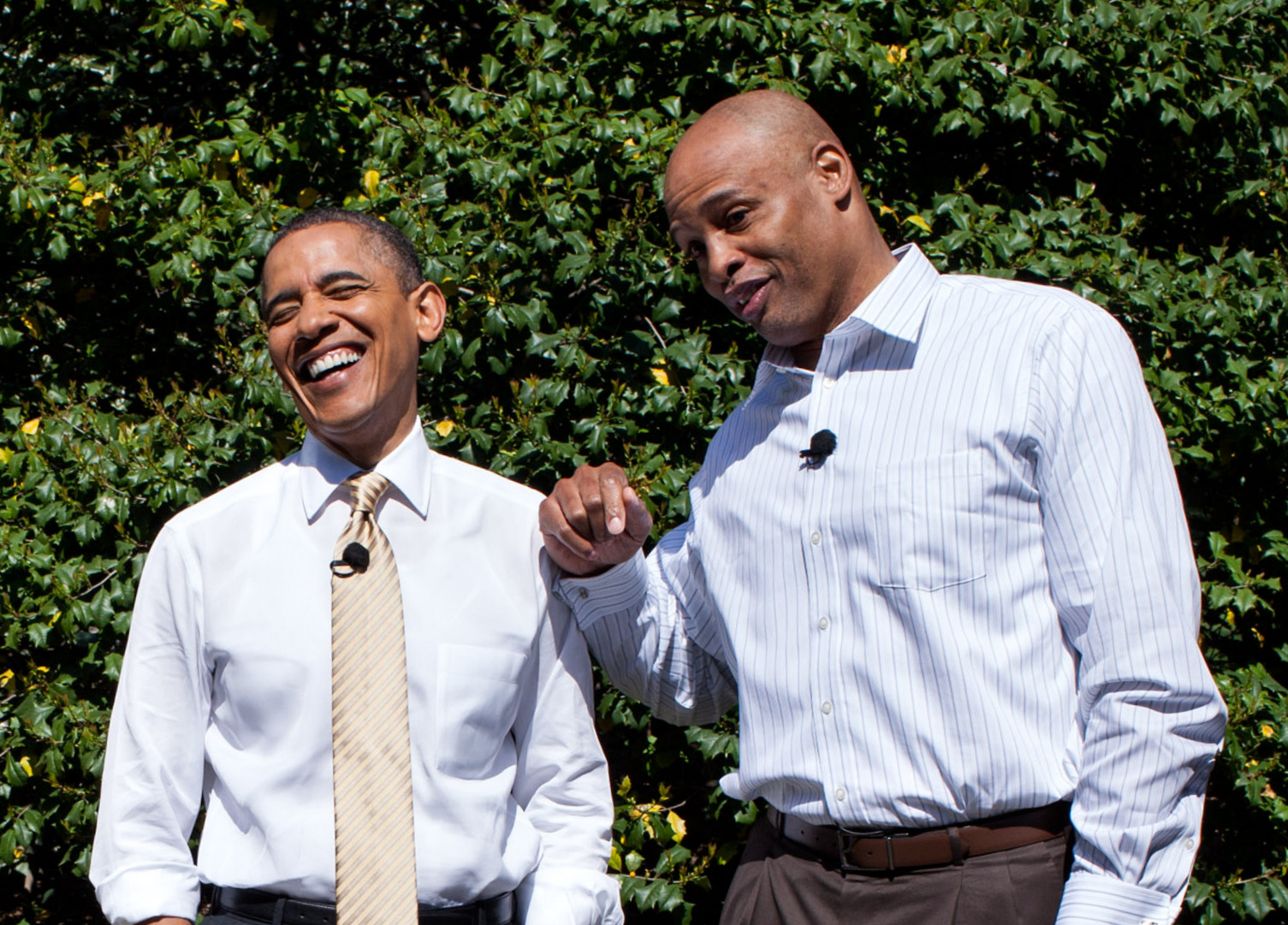
Кларк Келлогг (справа) берёт интервью у Барака Обамы для CBS в 2012 году

В 1982 году на драфте был выбран Кларк Келлогг, подававший большие надежды и занявший второе место в голосовании за звание новичка года в сезоне 1982/83. Но ему пришлось завершить карьеру в возрасте 25 лет, отыграв всего пять неполных сезонов, из-за хронических проблем с коленом. «Индиана» закончила сезон 1982/83 с худшим за всё время для себя показателем побед и поражений 20-62, а в следующем сезоне выиграла лишь 26 матчей. Плохой сезон дал возможность команде право выбора под вторым номером на предстоящем драфте. На драфте 1983 года под общим вторым номером из университета Миссури был выбран Стив Стипанович. В своём дебютном сезоне Стив вошёл в сборную новичков НБА, что предвещало дальнейшее развитие карьеры игрока. Но так же, как и Келлоггу, Стиву пришлось завершить свою игровую карьеру, отыграв всего пять сезонов. Причиной ухода Стипановича тоже стали проблемы с коленом.
После того, как команда под руководством Джорджа Ирвайна выиграла лишь 26 матчей в сезоне 1984/85 и 22 в сезоне 1985/86, его сменил на посту главного тренера Джек Рэмси. Он привёл «Пэйсерс» к результату 41-41 в сезоне 1986/87 и второй раз в истории вывел команду в плей-офф НБА. В 1987 году выступавший за «Индиану» Чак Персон завоевал титул новичка года и был выбран в первую сборную новичков]. Первая в истории «Пэйсерс» победа в плей-офф НБА была добыта в третьей игре серии против «Атланты Хокс», однако она осталась и единственной в этой серии, которую «Хокс» выиграли в четырёх матчах.

## 1987—2002

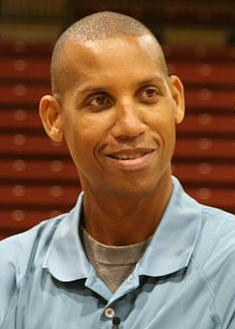
Реджи Миллер — 5-кратный участник матчей всех звёзд НБА

Реджи Миллер был выбран на драфте 1987 года, начав свою карьеру в качестве сменщика Джона Лонга. Многие фанаты в те времена были не согласны с его выбором в драфте, поскольку ожидалось, что руководители «Пэйсерс» выберут местного любимца из Университета Индианы Стива Алфорда. В сезоне 1987/88 «Индиана» в очередной раз не смогла выйти в плей-офф, а на драфте 1988 года был выбран Рик Смитс. В сезоне 1988/89 Джек Рэмси ушёл в отставку после 7 поражений подряд на старте сезона. Мел Дэниелс и Джордж Ирвайн временно руководили командой до прихода Дика Версаче, принявшего команду при балансе побед и поражений 6-23. К финишу сезона им удалось несколько улучшить результат (28-54). В феврале 1989 года «Пэйсерс» провели сделку по обмену центрового Херба Уильямса на форварда «Даллас Маверикс» Детлефа Шремпфа, который впоследствии стал лучшим шестым игроком и одним из лидеров команды.
«Индиана» в сезоне 1989/90 третий раз вышла в плей-офф НБА, проиграв все три матча в первом же раунде «Детройт Пистонс», которые в этом сезоне завоюют второе чемпионство подряд. Реджи Миллер стал первым игроком «Пэйсерс», выбранным для участия в матче всех звёзд НБА за 13 лет, набирая в среднем в сезоне 24,6 очка.
В новом сезоне «Индиана» снова попала в плей-офф с результатом 41-41, а Шремпф в первый раз стал лучшим шестым игроком. На тот момент главным тренером был Боб Хилл. В плей-офф клуб из Индианаполиса встретился с посеянными под вторым номером «Бостон Селтикс», ведомыми Ларри Бёрдом. «Индиана Пэйсерс» смогла на равных играть против многократных чемпионов НБА и довела серию до решающего пятого матча, в котором проиграла со счетом 124—121. В решающей игре серии в Бостоне «Индиана» вела 82-79 в третьем периоде, а после рывка «Селтикс» сумела сократить 16-очковый разрыв в пользу хозяев площадки до одного очка (122—121) за 10 секунд до конца матча, но победить уже не смогла. В этом сезоне «Пэйсерс» впервые за время выступлений в НБА сменили свой логотип (убрав контур руки с латинской буквы P и слово Indiana из-под неё и добавив горизонтальные «хвосты» к изображению баскетбольного мяча), а также представили новую форму.
«Пэйсерс» снова вышел в плей-офф в следующем году (с балансом 40-42), и снова судьба их свела с «Бостон Селтикс». На этот раз «кельты» выиграли серию убедительно, победив в трёх матчах. Перед следующим сезоном Чак Персон и разыгрывающий Майкл Уильямс были обменяны в «Миннесоту» на Джерома Ричардсона и Сэма Митчелла. В сезоне 1992/93 Детлеф Шремпф стал выходить в стартовом составе и был впервые выбран для участия в матче всех звёзд НБА. Миллер, между тем, стал лучшим бомбардиром «Пэйсерс» со времени выступления команды в НБА.
В 1993 году на пост главного тренера команды был назначен Ларри Браун. Донни Уолш, в это время занимавший пост генерального менеджера команды, был раскритикован в прессе за обмен Шремпфа в «Сиэтл Суперсоникс» на Деррика Макки и мало известного Джеральда Паддио. «Пэйсерс», начав год не особо успешно, выиграли последние восемь игр регулярного сезона и закончили его на отметке в 47 побед. В первом раунде плей-офф «Индиане» достался «Орландо Мэджик» во главе с Шакилом О’Нилом, но этого соперника «Пэйсерс» обыграли всухую. В полуфинале в шести матчах были обыграны возглавлявшие Восточную конференцию после регулярного сезона «Атланта Хокс».
Имя Реджи Миллера для «Пэйсерс» стало нарицательным в финале Восточной конференции 1994 года. В пятом матче против «Нью-Йорк Никс», при счёте в серии 2-2, он продемонстрировал один из лучших баскетбольных спектаклей в плей-офф. В начале 4-й четверти у Реджи было на счету 15 очков. По ходу этой четверти ему удалось набрать ещё 25 очков, в том числе сделав пять удачных трёхочковых бросков. Благодаря этому «Пэйсерс» выиграли 93-86. В итоге, проиграв следующие два матча, они выбыли из плей-офф, но Миллеру эта серия принесла звёздный статус в НБА. В межсезонье он стал также лучшим бомбардиром сборной США, которая выиграла золотую медаль на чемпионате мира 1994 года.
В межсезонье к команде присоединился Марк Джексон, обменянный из «Лос-Анджелес Клипперс». Он укрепил позицию разыгрывающего, чего не хватало в последнее время. В сезоне 1994/95 «Пэйсерс» одержали 52 победы при 30 поражениях, впервые победив в своём дивизионе, и впервые со времён выступлений клуба в АБА одержали более 50 побед в одном сезоне. В первом раунде плей-офф «Индиана» легко разобралась с «Хокс» (3-0), в очередной раз выйдя на «Нью-Йорк Никс», на этот раз в полуфинале конференции. В первом матче серии в Нью-Йорке снова отличился Миллер: за 16,4 секунд до конца игры «Пэйсерс» отставал на 6 очков, но за оставшееся время Миллер набрал 8 очков и принес победу своей команде. В итоге «Индиана» в семиматчевом противостоянии одержала верх над «Никс» и вышла на «Орландо Мэджик», прежде чем вылететь из плей-офф. В следующем сезоне «Пэйсерс» второй раз подряд преодолели отметку в 50 побед, выиграв 52 матча и в том числе нанеся два поражения «Чикаго Буллз», проигравшим в общей сложности 10 раз за сезон. Однако в апреле Миллер получил травму глаза, и в его отсутствие команда уже в первом раунде плей-офф не смогла пройти «Атланту».

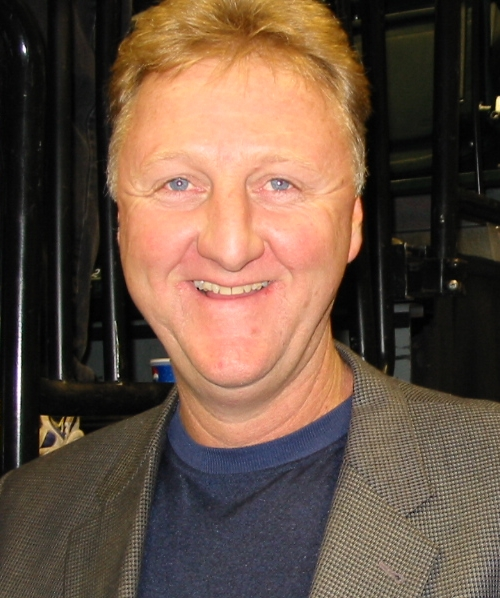
Ларри Бёрд — главный тренер команды в 1997—2000 годах

В сезоне 1996/97 клуб сохранил костяк состава, дважды игравшего в финалах конференции, но травмы не позволили «Индиане» пробиться в плей-офф (39 побед при 43 поражениях). Ларри Браун, в январе одержавший свою 600-ю победу в НБА, в неудаче винил главным образом себя и по окончании сезона уволился с должности главного тренера команды. На его место был нанят Ларри Бёрд, с которым команда установила новый рекорд, за сезон выиграв 58 матчей при 24 проигрышах — на 19 побед больше, чем в прошлом сезоне. В межсезонье к «Пэйсерс» присоединился лёгкий форвард Крис Маллин — участник «Команды мечты» 1992 года, который сразу же стал одним из ключевых игроков стартовой пятёрки. Ассистент главного тренера Рик Карлайл, который отвечал за нападение, и Дик Хартер, отвечавший за оборону, стали ключевыми персонами в получение максимальной отдачи от игроков. В этом году для участия в матче всех звёзд были выбраны Реджи Миллер и Рик Смитс. Выйдя в плей-офф, «Индиана» прошла «Кливленд Кавальерс» и «Нью-Йорк Никс», прежде чем проиграть «Чикаго Буллз» в семиматчевом противостоянии в финале Восточной конференции.
Из-за локаута НБА сезон 1998/99 получился укороченным. «Пэйсерс» выиграли Центральный дивизион с соотношением побед и поражений 33-17, пройдя в плей-офф «Милуоки Бакс» и «Филадельфию-76», но в очередной раз оступились в шаге от финала, на этот раз в шести матчах не сумев преодолеть сопротивление «Нью-Йорк Никс». Их первое появление в финале НБА пришлось на следующий сезон. «Пэйсерс» после второй подряд победы в дивизионе взяли в финале конференции реванш у «Никс», победив в шестом матче в «Мэдисон-сквер-гарден». В серии за чемпионское звание игроки «Индианы» противостояли «Лос-Анджелес Лейкерс» с Шакилом О’Нилом и Коби Брайантом, которые оказались сильнее. Тем не менее в пятом матче «Индиана» выиграла с перевесом в 33 очка.
После выхода в финал клуб расстался с главным тренером и сразу несколькими из ведущих игроков — завершившим карьеру Риком Смитсом, вернувшимся в родную команду «Голден Стэйт Уорриорз» Маллином и Дэйлом Дэвисом, ушедшим в «Портленд» в рамках обмена на Джермейна О’Нила. Пост главного тренера вслед за Бёрдом занял другой знаменитый игрок прошлого — Айзея Томас. Масштабное обновление состава привело к нестабильной игре, и хотя «Индиана» сумела пробиться в плей-офф в 11-й раз за 12 лет, в первом же раунде клуб проиграл «Филадельфии» в четырёх матчах. Перед началом сезона 2001/02 «Пэйсерс» совершили важный обмен с «Чикаго Буллз». В «Буллз» отправились Джален Роуз и Трэвис Бест, а в обратном направлении Брэд Миллер, Кевин Олли, Рон Артест и Рон Мерсер. В ближайшие несколько лет Брэд Миллер и Рон Артест станут главными звёздами «Пэйсерс». Этот обмен позволил активизировать команду. «Индиане» удалось вновь вернутся в плей-офф, где она вышла на лидера сезона «Нью-Джерси Нетс». «Пэйсерс» довели серию до пятого матча, в котором пришлось играть два овертайма. В этом плей-офф Джермейн О’Нил (в регулярном сезоне успевший сыграть в матче всех звёзд и завоевать звание самого прогрессирующего игрока НБА) показал очень хорошую игру, которую он будет демонстрировать и в дальнейшем, развеяв все сомнения, что его обмен на ветерана команды Дэйла Дэвиса был удачной идеей.

## 2002—2007
Начав сезон 2002/03 с 13 победами в 15 матчах, «Пэйсерс» лидировали в Восточной конференции к матчу всех звёзд, что обеспечило Айзее Томасу место тренера сборной Востока. В неё вошли также двое игроков «Индианы» — О’Нил во второй раз подряд и центровой Брэд Миллер в первый. Концовку сезона, однако, клуб проиграл 11-19 и в плей-офф уступил в первом раунде «Бостону», хотя считался фаворитом серии. Летом в команду вернулся Ларри Бёрд, занявший должность президента клуба, и сменил главного тренера — место Томаса занял Рик Карлайл. В следующем году «Пэйсерс» побили свой рекорд по количеству побед в регулярном сезоне, выиграв 61 матч. О’Нил и Рон Артест представляли клуб в матче всех звёзд, а Артест был также признан лучшим оборонительным игроком года. «Пэйсерс» снова выиграли свой дивизион, в первом раунде плей-офф всухую обыграли «Селтикс», а в полуфинале конференции в шести играх — «Филадельфию». Свой шестой финал конференции за 11 лет они проводили с «Детройтом», которому усупили также в шести играх; «Пистонс» затем стали чемпионами НБА, победив «Лейкерc» в пяти матчах.
19 ноября 2004 года «Индиана Пэйсерс» проводили встречу регулярного чемпионата на выезде в Оберн-Хиллс (штат Мичиган) с местной командой «Детройт Пистонс». Рон Артест сфолил на центровом хозяев, Бене Уоллесе, который в ответ грубо толкнул обидчика. Состоялась перебранка между игроками обеих команд. Артест отошёл к боковой линии, выкрикивая оскорбления в адрес Уоллеса, и собирался дать интервью для радиостанции. В ответ на грубость Уоллес швырнул в Рона полотенце, а следом один из болельщиков «Пистонс», Джон Грин, поддержал капитана любимой команды и бросил в Артеста стакан с пивом. Разгневанный Артест полез на трибуны, чтобы дать сдачи (при этом он не понял, кто именно бросил кружку, и набросился с кулаками на совершенно постороннего болельщика). В результате завязалась серьёзная драка между болельщиками «Пистонс» и несколькими игроками «Пэйсерс». Вернувшись на площадку, Рон ударил ещё одного болельщика хозяев, который насмехался над ним. Из-за драки игра была остановлена за 1 минуту до своего окончания. В результате комиссар НБА Дэвид Стерн наказал Артеста и двух его партнёров по команде (Джермейна О’Нила и Стивена Джексона) длительной дисквалификацией, а Бен Уоллес был отстранён от участия в чемпионате на 6 игр.
21 ноября комиссия НБА постановила, что дисквалификация Артеста продлится до конца сезона, включая плей-офф. В итоге он пропустил 73 игры регулярного сезона и 13 игр плей-офф, что стало самой продолжительной дисквалификацией в истории НБА для случаев, не связанных с употреблением допинга и махинаций с договорными играми. Ещё восемь игроков (четыре из «Пэйсерс» и четыре из «Пистонс») были отлучены от баскетбола на разные сроки — от одной до тридцати игр. Все участвовавшие в инциденте игроки «Индианы» были приговорены к штрафам и общественным работам.
После драки и всех последовавших санкций «Пэйсерс» начали терять позиции в турнирной таблице Центрального дивизиона. Они выбыли из числа претендентов на чемпионство, имея меньше 50 % побед, а «Пистонс» в итоге стали чемпионами Центрального дивизиона. Положение усугубили травмы Джермейна О’Нила и ещё нескольких игроков. Ближе к концу сезона, однако, «Индиана» снова заиграла успешно, закончив год на шестом месте в конференции, а в плей-офф неожиданно обыграв «Селтикс» — победителей Атлантического дивизиона. Во втором раунде клуб вышел на «Детройт Пистонс», повторив тем самым финал Восточной конференции предыдущего сезона. После проигранной первой игры «Пэйсерс» выиграли следующие 2 матча. Тем не менее, клуб не смог больше одержать ни одной победы над «Детройтом» и, проиграв следующие 3 игры, уступил в серии со счетом 4-2. Последняя игра серии прошла 19 мая 2005 года, этот матч стал последним в карьере Реджи Миллера, набравшего в нём 27 очков. 30 марта 2006 года в перерыве матча против «Финикс Санз» прошла торжественная церемония, посвящённая Реджи, его игровой номер 31 был выведен из обращения в «Пэйсерс».
Расставшись с Реджи Миллером, значительную часть следующего сезона клуб провёл без ещё трёх игроков стартовой пятёрки — Артеста (запросившего обмен вскоре после его начала), Джамаала Тинсли (полсезона пропустившего из-за травм ступни и щиколотки) и О’Нила (31 игра — травма паха). В то же время успешную игру показывали полученный за Артеста Предраг Стоякович, ветеран Энтони Джонсон и проводивший свой первый сезон в НБА Дэнни Грэнджер, которые обеспечили команде девятый подряд выход в плей-офф (этот рекорд НБА «Пэйсерс» делят с «Сан-Антонио Спёрс»). В первом раунде плей-офф «Индиана» встречалась с «Нью-Джерси Нетс», и хотя Джермейн О’Нил и Энтони Джонсон показали рекордные результаты соответственно в 3-й и 6-й играх серии, их клуб выбыл из дальнейшей борьбы.
Сезон 2006/07 стал одним из самых худших в истории «Пэйсерс». Клуб закончил сезон с показателем 35-47, поворотным моментом послужила 11-матчевая проигрышная серия, которая началась после перерыва на матч всех звёзд НБА. Травмы Джермейна О’Нила и Маркиза Дэниэлса, отсутствие твёрдого запасного разыгрывающего, несыгранность команды из-за обилия обменов были основными причинами плохих результатов команды. Проиграв 15 апреля 2007 года «Нью-Джерси Нетс», «Индиана Пэйсерс» не попали в плей-офф впервые с 1997 года.

## 2007—2014
В честь сорокалетия «Пэйсерс» клуб опубликовал символическую сборную команды, определённую путём голосования болельщиков. 4 апреля 2007 года в перерыве матча против «Нью-Джерси Нетс» прошла церемония, на которой присутствовало три поколения игроков команды и были обнародованы окончательные результаты голосования. Победителем стал Реджи Миллер, набрав более 30 тысяч голосов. Следом за ним расположились Мел Дэниелс и Джермейн О’Нил, набрав 22 585 и 22 277 голосов соответственно. На двенадцатом месте список замыкает Кларк Келлогг с 10 852 голосами.
10 апреля 2007 года «Пэйсерс» объявили об отставке главного тренера Рика Карлайла. Президент «Индианы» Ларри Бёрд отметил, что Карлайл имеет возможность вернуться в команду, но уже в другой роли. Однако Карлайл решил на время оставить тренерскую работу и стал аналитиком ESPN, прежде чем вернуться в 2008 году, чтобы тренировать «Даллас Маверикс». 31 мая 2007 года преемником Карлайла был назван Джим О'Брайен. О’Брайен дал понять, что он намерен вывести «Пэйсерс» в плей-офф в сезоне 2007/08, но не смог этого добиться (критическую роль сыграло долгое отсутствие из-за травм Тинсли и О’Нила). О’Брайен также продемонстрировал, что является приверженцем более быстрой игры — в первый сезон с ним клуб набирал в среднем 104 очка за игру, лучший показатель за полтора десятилетия.
Несмотря на непопадание в плей-офф, многие отметили признаки роста в команде, особенно в конце сезона. Хотя «Пэйсерс» преследовали травмы и показатель побед и поражений был 36-46, они выдали сильную концовку сезона, которая включала борьбу с «Атлантой Хокс» за 8-е место в Восточной конференции, а также прогресс в игре форвардов Дэнни Грэнджера и Майка Данливи.
В апреле 2008 года генеральный директор и президент «Пэйсерс» Донни Уолш покинул свои посты и перешёл на работу в «Нью-Йорк Никс». Все служебные обязанности, связанные с баскетболом, которые лежали на Уолше, перешли к президенту по баскетбольным операциям Ларри Бёрду. Обязанности Уолша, связанные с бизнесом, были распределены между совладельцем команды Гербертом Саймоном и Джимом Моррисом, который был назначен на должность президента управляющей компании Pacers Sports and Entertainment. Бёрд произвёл масштабные перестановки в составе команды, выменяв в «Торонто Рэпторс» Джермейна О’Нила и приобретя двух игроков, ранее выбранных в первом раунде драфта — Брендона Раша и Роя Хибберта. Значительная часть года прошла в упорной борьбе за каждое очко — 21 игра «Пэйсерс» закончилась с разницей в три и меньше очков, пять — в овертайме. Личные рекорды установили Грэнджер (попавший в состав сборной Востока в матче всех звёзд) и Трой Мерфи, но клуб третий год подряд не сумел пробиться в плей-офф.
В течение сезона 2009/10 форвард «Индианы» Тайлер Хэнсбро (задрафтованный в 2009 году) получил травму, а позже выбыл до конца года с воспалением внутреннего уха и контузией. Был также травмирован и основной центровой Джефф Фостер, пропустивший две трети игр. В итоге команда показала худший результат в чемпионате с 1989 года и пропустила плей-офф четвёртый год подряд. Положительным индикатором мог служить тот факт, что в концовке сезона «Индиана» одержала 11 побед в 16 матчах.
После драфта 2010 года в «Пэйсерс» появились несколько новых лиц. В первом раунде был выбран лёгкий форвард Пол Джорж, во втором атакующий защитник Лэнс Стивенсон — обоих позже газета Indianapolis Star включала в список лучших пиков в истории клуба.

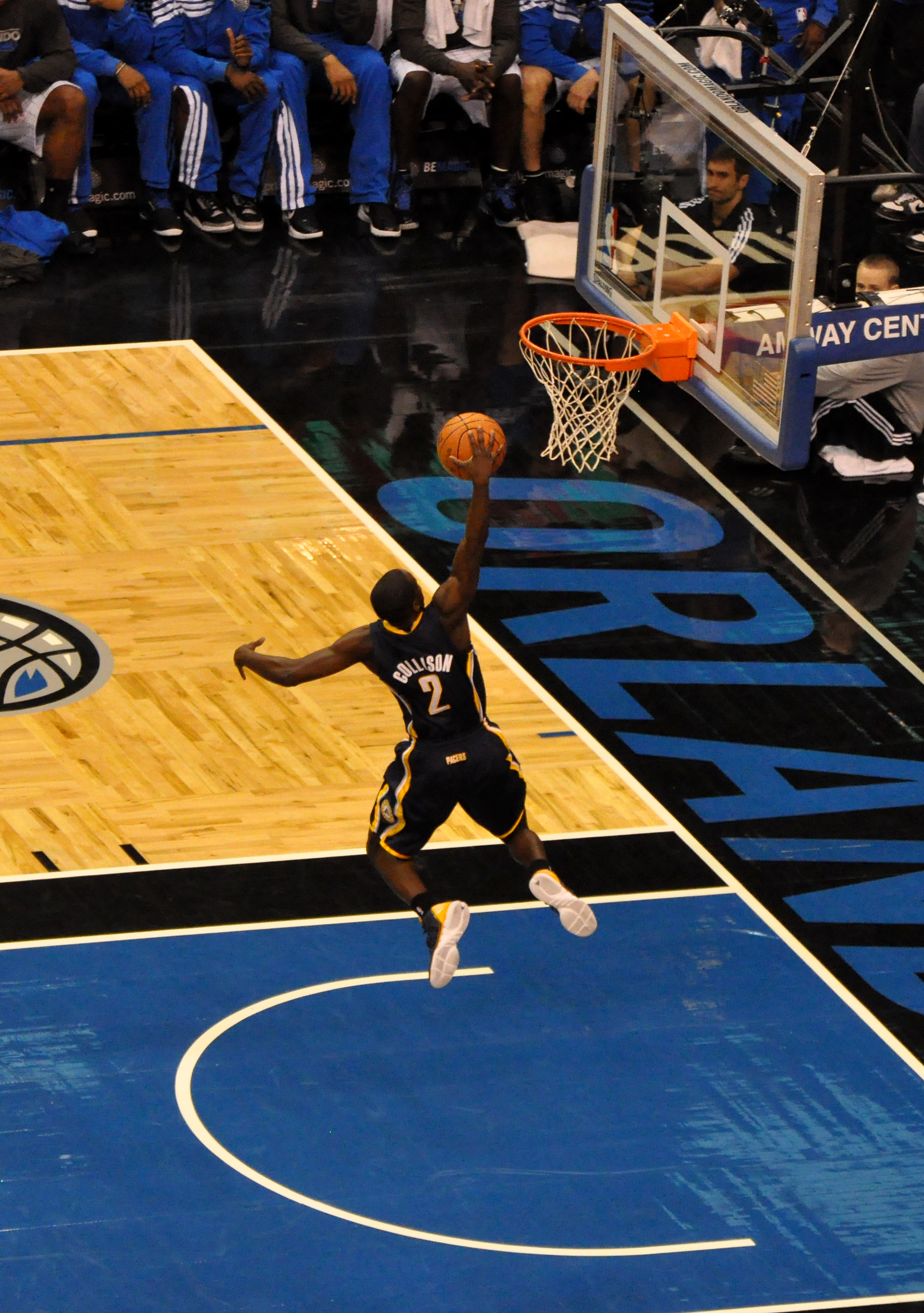
Даррен Коллисон исполняет данк

11 августа 2010 года «Индиана» в ходе четырёхсторонней сделки с участием пяти игроков приобрела разыгрывающего Даррена Коллисона и лёгкого форварда Джеймса Поузи из «Нью-Орлеан Хорнетс». Трой Мерфи отправился в «Нью-Джерси Нетс». Приобретение Коллисона должно было наконец решить многолетние проблемы команды, связанные с отсутствием постоянного первого номера.
Немедленного эффекта обновление состава не дало: к середине сезона «Индиана» подошла с балансом 17-27, и главный тренер О’Брайен был уволен. На его место пришёл Фрэнк Вогель. С новым тренером клуб закончил год с 37 победами, но этого хватило для восьмого места в конференции и возвращения в плей-офф. В первом раунде «Пэйсерс» потерпели поражение от возглавлявших Восточной конференцию «Чикаго Буллз» в пятиматчевой упорной серии.
После сильной игры, показанной в плей-офф 2011 года, болельщики возлагали большие надежды на следующий сезон. До локаута НБА 2011 года «Пэйсерс» подписали двухлетний контракт с мощным форвардом Дэвидом Уэстом, усилив переднюю линию. «Индиане» также удалось подписать защитника Джорджа Хилла из «Сан-Антонио Спёрс», в обмен получивших три пика в драфте. До перерыва на матч всех звёзд «Индиана» приобрела ещё одного нового игрока — Леандро Барбозу, обменяв на право выбора во втором раунде будущего драфта. По итогам сезона 2011/12 команда вышла в плей-офф с 3-го места в восточной конференции, выиграв 42 матча при 24 поражениях (в том числе 12 из 15 последних игр). Победив в первом раунде плей-офф «Орландо Мэджик» в пяти играх, клуб впервые с 2005 года вышел в полуфинал конференции. Во втором круге плей-офф после победы в гостях «Индиана» повела 2-1 в серии против «Майами Хит», где играли Леброн Джеймс, Дуэйн Уэйд и Крис Бош, но проиграла три следующих матча, пропустив «Майами» в следующий круг и, в конечном итоге, к званию чемпионов НБА. В мае 2012 года Ларри Бёрд был признан менеджером года в НБА.
По ходу сезона 2012/13 клуб продлил контракт с тренером Фрэнком Вогелем. Трое игроков «Пэйсерс» — Пол Джордж, Рой Хибберт и Дэвид Уэст — отметились за сезон трипл-даблами. Джордж (признанный по итогам года самым прогрессирующим игроком НБА) также принял участие в матче всех звёзд, принеся своей стороне 17 очков в дополнение к трём подборам, двум результативным передачам и двум перехватам — высший результат среди всех игроков «Пэйсерс», участвовавших в таких матчах. Клуб, к Новому году подошедший с балансом побед и поражений 18-13, завершил регулярный сезон на первом месте в дивизионе с 49 победами в 81 игре (матч с «Селтикс» был отменён из-за теракта в Бостоне). «Индиана» выиграла свой дивизион впервые за десять сезонов. Победив в первых двух раундах плей-офф «Атланту» и «Нью-Йорк» (каждая серия продолжалась по шесть игр), «Пэйсерс» затем уступили в семиматчевом финале конференции «Майами Хит», которые в итоге во второй раз подряд стали чемпионами НБА. В этой серии каждая из команд выиграла все свои домашние матчи.

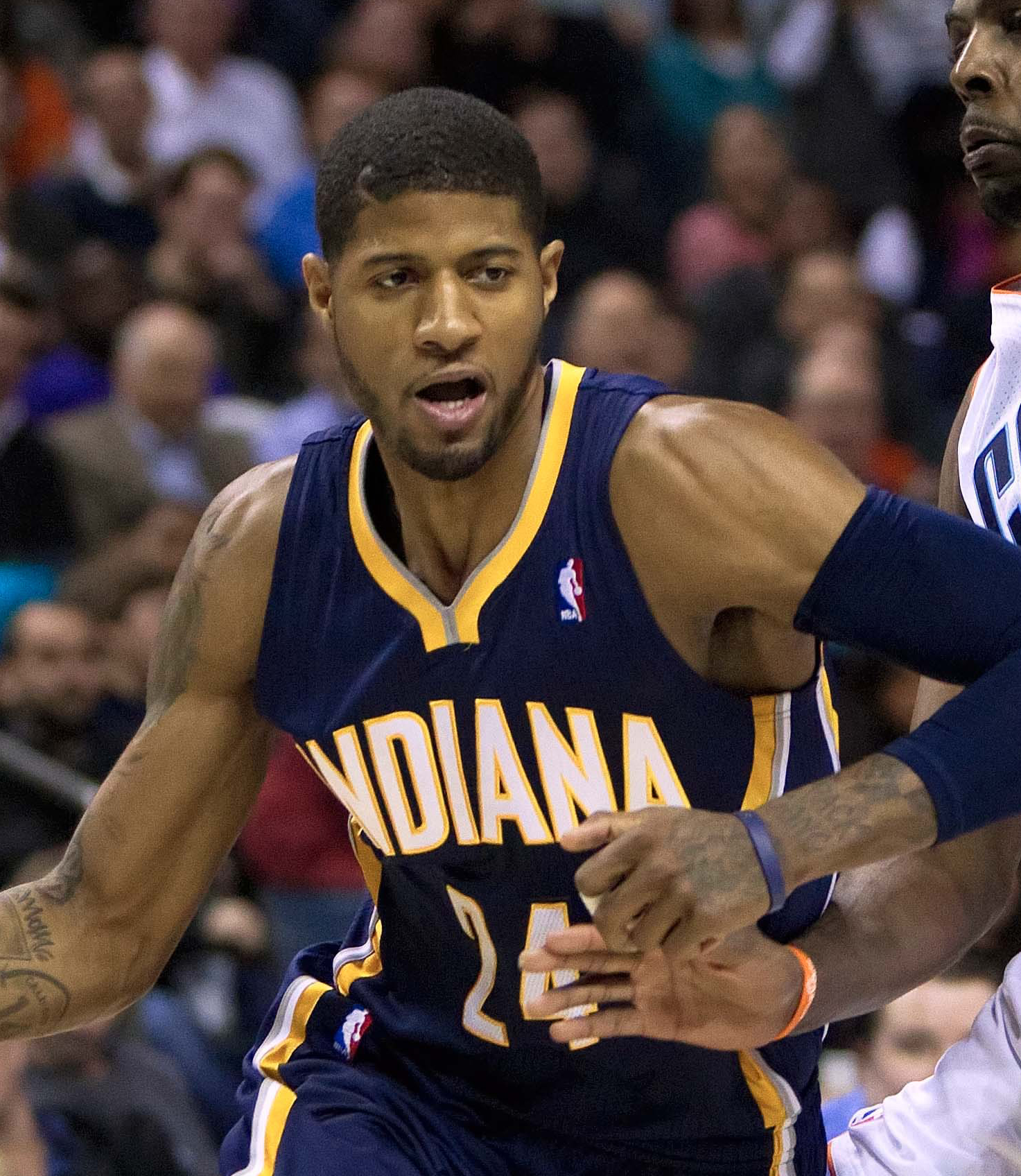
Пол Джордж в марте 2014 года

В дни летних каникул клуб продлил контракт с Полом Джорджем на пять лет, за которые звезда «Пэйсерс» должна была заработать от 80 до 90 миллионов долларов. Был также продлён на три года контракт с Уэстом (на сумму 36 миллионов). На роль президента после годичного перерыва вернулся Ларри Берд. Клуб начал сезон лучше всех в лиге: 9 побед в первых 9 матчах и 16 в первых 17. В январе Фрэнк Вогель был назначен тренером сборной Востока на матч всех звёзд. К середине сезона баланс побед и поражений составлял 33-7, но затем поражения стали следовать чаще, в том числе включая четыре подряд в марте и шесть игр подряд, в которых команда набирала меньше 85 очков. Позже Дэвид Уэст называл одной из причин ухудшения результатов февральскую сделку с «Филадельфией», в рамках которой «Индиана» рассталась с Дэнни Грэнджером. Клуб, однако, сумел завершить сезон на первом месте в дивизионе второй раз подряд и выиграть Восточную конференцию с балансом 56-26. «Индиана» успешно преодолела два первых круга плей-офф и повела в финале конференции против «Майами», но затем проиграла четыре матча из следующих пяти.

## 2014—2019
После второго подряд поражения в финале конференции клуб потерял одного за другим нескольких ведущих игроков — Эвана Тёрнера (выменянного у «Филадельфии» за Грэнджера), Стивенсона, не сговорившегося с командой об условиях продолжения контракта, и, наконец, Пола Джорджа, сломавшего ногу на тренировке сборной США. Джордж пропустил 76 игр в сезона 2014/15, в ходе которого травмы преследовали и других игроков «Индианы». В итоге клуб одержал за регулярный сезон лишь 38 побед и не попал в плей-офф.
В летнем драфте «Пэйсерс» в первом круге выбрали талантливого центрового Майлза Тернера из Техаса. Руководство клуба начало пересмотр командной тактики с целью приспособить её к ускорившемуся темпу игры в НБА. Это означало, что в новый рисунок игры перестал укладываться центровой Хибберт, которого отдали по обмену в «Лейкерс». Жёсткие действия руководства во главе с Бердом вызвали протест Дэвида Уэста, покинувшего клуб и перешедшего в «Сан-Антонио». «Индиана» сумела окончить сезон 2015/16 с положительным балансом и занять седьмое место в конференции, но уступила уже в первом круге плей-офф «Торонто Рэпторс». Через четыре дня после решающего поражения клуб объявил, что не будет продлевать контракт с Вогелем, а ещё через месяц, после того, как в ходе трёхсторонней сделки «Индиану» покинул Соломон Хилл, Джордж остался единственным из команды, всего лишь два года назад выигравшей регулярный сезон в Восточной конференции.
После отставки Вогеля новым главным тренером был назначен его бывший помощник Нейт Макмиллан, до этого уже возглавлявший клубы НБА «Сиэтл Суперсоникс» и «Портленд Трэйл Блэйзерс». В целях усиления атаки были подписаны сразу несколько игроков, среди которых выделялись Джефф Тиг из «Хокс» и Таддеус Янг из «Нетс». Лидером команды, однако, почти в каждой игре оставался Пол Джордж, в том числе повторивший в одном из матчей (против «Кавальерс») рекорд карьеры, набрав 43 очка. Клуб провёл сезон 2016/17 с результатом, близким к 50-процентному, а накануне матча всех звёзд потерпел пять поражений подряд, но успешный финиш (5 побед в 6 матчах в апреле благодаря отличной игре Джорджа) позволил «Индиане» попасть в плей-офф в шестой раз за семь лет. В плей-офф, однако, «Пэйсерс» всухую проиграли Леброну Джеймсу и «Кливленду». Этот результат стал первым сухим поражением «Индианы» в плей-офф с тех пор, как в НБА начали играть серии до четырёх побед.

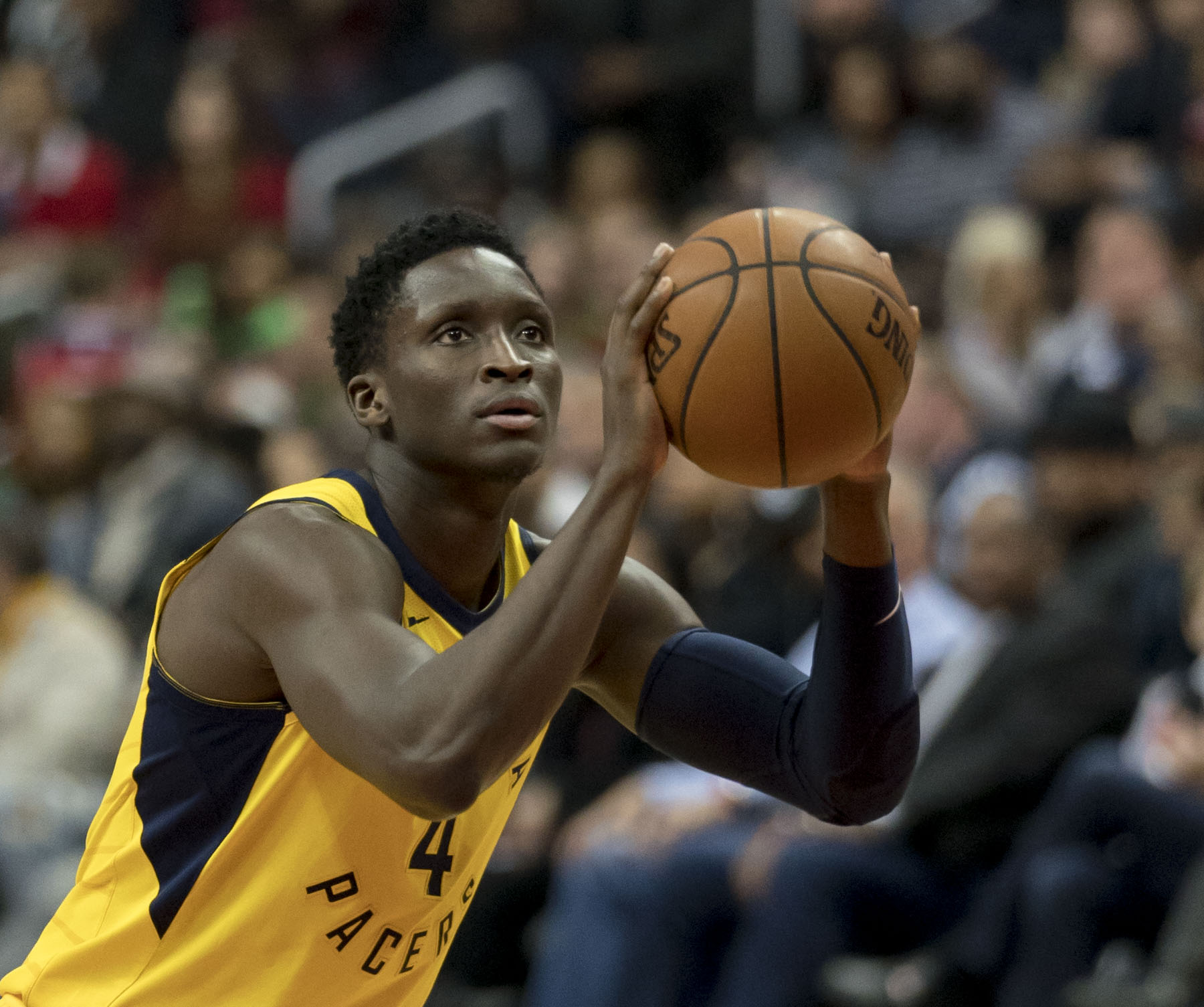
Виктор Оладипо в марте 2018 года

В межсезонье 2017 года состоялась масштабная сделка между «Индианой» и «Оклахомой»: за год до истечения контракта лидера команды Пола Джорджа «Пэйсерс» обменяли его на Виктора Оладипо и Домантаса Сабониса. Это было сделано, поскольку Джордж ясно дал понять руководству клуба, что стремится попасть в «Лос-Анджелес Лейкерс» и не намерен продлевать контракт с «Индианой» летом следующего года. Как Оладипо, так и Сабонис провели перед этим неудачный сезон в «Оклахоме», и обмен поначалу был оценён прессой как чрезвычайно невыгодный для «Пэйсерс». Однако сезон 2017/18 стал годом прорыва для Оладипо, признанного по его итогам самым прогрессирующим игроком НБА и впервые принявшего участие в матче всех звёзд. Команда столкнулась с определёнными трудностями из-за того, что два подряд сотрясения мозга получил Майлз Тёрнер, но регулярный сезон закончила с 48 победами. Хотя затем «Индиана», как и за год до этого, проиграла в первом раунде плей-офф «Кливленду», на сей раз чемпионам Восточной конференции для победы понадобилось сыграть все семь матчей, в которых Оладипо набирал в среднем по 22,7 очка, 8,3 подбора и 6 результативных передач.
В сентябре 2018 года клуб продлил контракт с главным тренером Макмилланом. По ходу сезона его тренерские качества подверглись серьёзному экзамену, когда лидер команды Оладипо, уже получивший приглашение на очередной матч всех звёзд, травмировал колено и выбыл из строя до конца года. Отсутствие основного плеймейкера клуба удалось компенсировать за счёт командной игры, в которой выделялись Майлз Тёрнер, Сабонис и Боян Богданович. «Пэйсерс», как и год назад, завершили сезон с балансом побед и поражений 48-34, став, с учётом травмы Оладипо, одним из главных его сюрпризов. Команда заняла пятое место в Восточной конференции, но в отсутствие Оладипо в очередной раз выбыла из борьбы уже в первом раунде плей-офф, всухую проиграв находившемуся строчкой выше «Бостону». В межсезонье клуб усилился такими игроками, как Малкольм Брогдон, Ти Джей Уоррен и Джереми Лэмб.

## Домашние арены

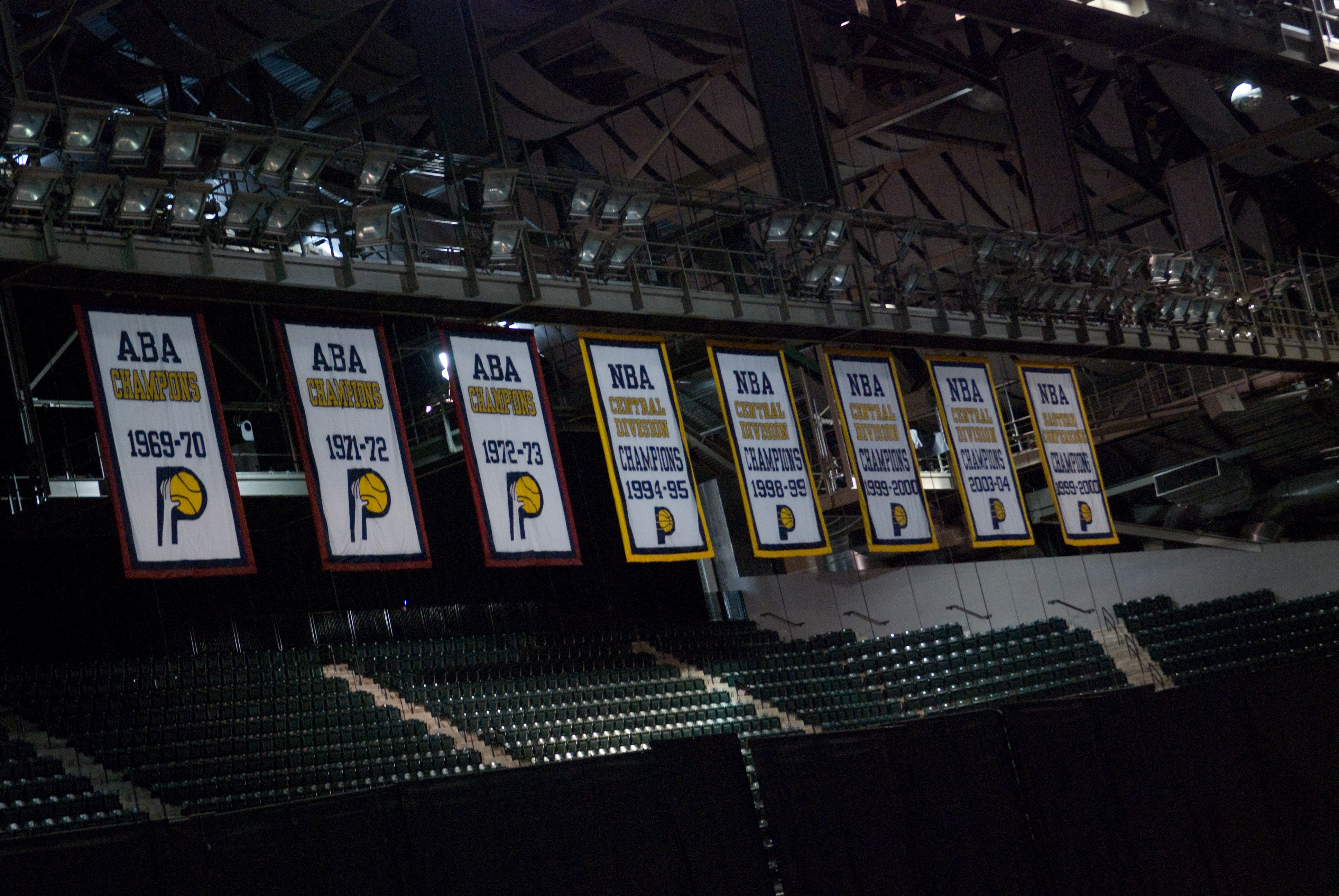
«Бэнкерс Лайф-филдхаус» (бывший Консеко-филдхаус) — текущая домашняя арена «Индиана Пэйсерс»

- «Выставочный Комплекс Индианаполис Стейт Колизеум[англ.]» (1967—1974)
- «Маркет-Сквер-Арена[англ.]» (1974/99)
- «Бэнкерс Лайф-филдхаус» (1999-н.в.)

Свои домашние матчи «Индиана Пэйсерс» играет в «Бэнкерс Лайф-филдхаус», который открылся в 1999 году. «Бэнкерс Лайф-филдхаус» находится в центре Индианаполиса и вмещает на баскетбольных матчах 18 165 мест, также на арене проводятся концерты и проводит домашние матчи клуб Женской национальной баскетбольной ассоциации «Индиана Фивер». «Бэнкерс Лайф-филдхаус» является собственностью городского совета Индианаполиса, это был новаторский проект известного архитектора Эллерба Бекета, представляющего компанию Архитекторы и Инженеры (Architects & Engineers). Официально стадион был открыт 6 ноября 1999 года и носил имя «Консеко-филдхаус», а своё нынешнее название приобрёл 22 декабря 2011 года. Также «Бэнкерс Лайф-филдхаус» принимал мужской баскетбольный турнир конференции Биг Тен NCAA и Финал Четырёх Женской Баскетбольной NCAA. Прежде чем «Пэйсерс» переехал в «Бэнкерс Лайф-филдхаус», они играли в «Маркет-Сквер-Арена» (1974—1999) и «Выставочный Комплекс Индианаполис Стейт Колизеум» (1967/74).

## Атрибутика клуба

### Название
По словам адвоката Ричарда Тинкхама, название «Пэйсерс» было принято на основе коллективного решения инвесторов. Тикхам позднее вспоминал, что название произошло от сочетания позаимствованного термина из лошадиных бегов («harness racing pacers») и пейс-кара («Pace-car»), который используется в гонках 500 миль Индианаполиса. «Пэйсерс» (англ. Pacers) переводится как «задающие темп», «лидеры» или «иноходцы». Инвестор Чак Барнс был энтузиастом в скачках и в дополнение к тому коммерческим директором был Марио Андретти.
Тинкхам рассказывал, что назвать команду «Пэйсерс» было непростым решением, но реальная дискуссия была по поводу, как должна называться команда «Индиана Пэйсерс» или «Индианаполис Пэйсерс». Поскольку одной из оригинальных идей клуба должно было стать выступление команды по всей территории штата с базой в Индианаполисе, поэтому официальное название команды стало «Индиана Пэйсерс».

### Эмблема
Первая эмблема «Индиана Пэйсерс» выглядела как большая латинская буква П («P»), в центре которой баскетбольный мяч с протянутой к нему рукой и надписью «Indiana Pacers». Эта была официальная эмблема команды на протяжении 33 лет. В 1990 году эмблема претерпела изменения, в центре буквы остался только мяч, а надпись сократилась до «Pacers». В последний раз логотип поменялся в 2005 году, но незначительно. По периметру буквы появилась светлая полоса и поменялся шрифт надписи.

Классический логотип Индианы Пэйсерс 1967—1990 года

### Форма
Основные цвета «Индианы Пэйсерс» тёмно-синий, золотой, серебряный и белый. Домашняя форма «Пэйсерс» обычно белого цвета с тёмно-синей и золотой отделкой. Выездная форма тёмно-синяя с золотой отделкой. Также есть третья форма золотого цвета с тёмно-синей отделкой. В сезоне 1983/84 «Пэйсерс» носили единую форму золотого цвета с синей и белой отделкой.
С 1997 по 2005 год игроки «Индианы» носили полосатую форму. Начиная с 2015 года клуб также использует форму, источником вдохновения для которой послужил вышедший за 30 лет до этого фильм «Команда из штата Индиана» (англ. Hoosiers). Эту форму (красную с 2015 и белую с 2017 года) отличает надпись «Hickory» на груди — такая же, как у команды в кинофильме. В отдельных домашних играх команда использует форму образца City Edition. Такие формы разрабатываются специально для клубов НБА и отражают специфику городов, в которых эти клубы выступают. На City Edition «Индианы» (белой с синей вертикальной полосой слева) помимо основной эмблемы клуба изображён клетчатый флаг, а номер на груди выполнен в стилистике «Формулы-1», что отражает роль Индианаполиса в истории автогонок. С этой формой ассоциируется девиз «Always Lead» (с англ. — «Всегда лидируй»).

### Талисман

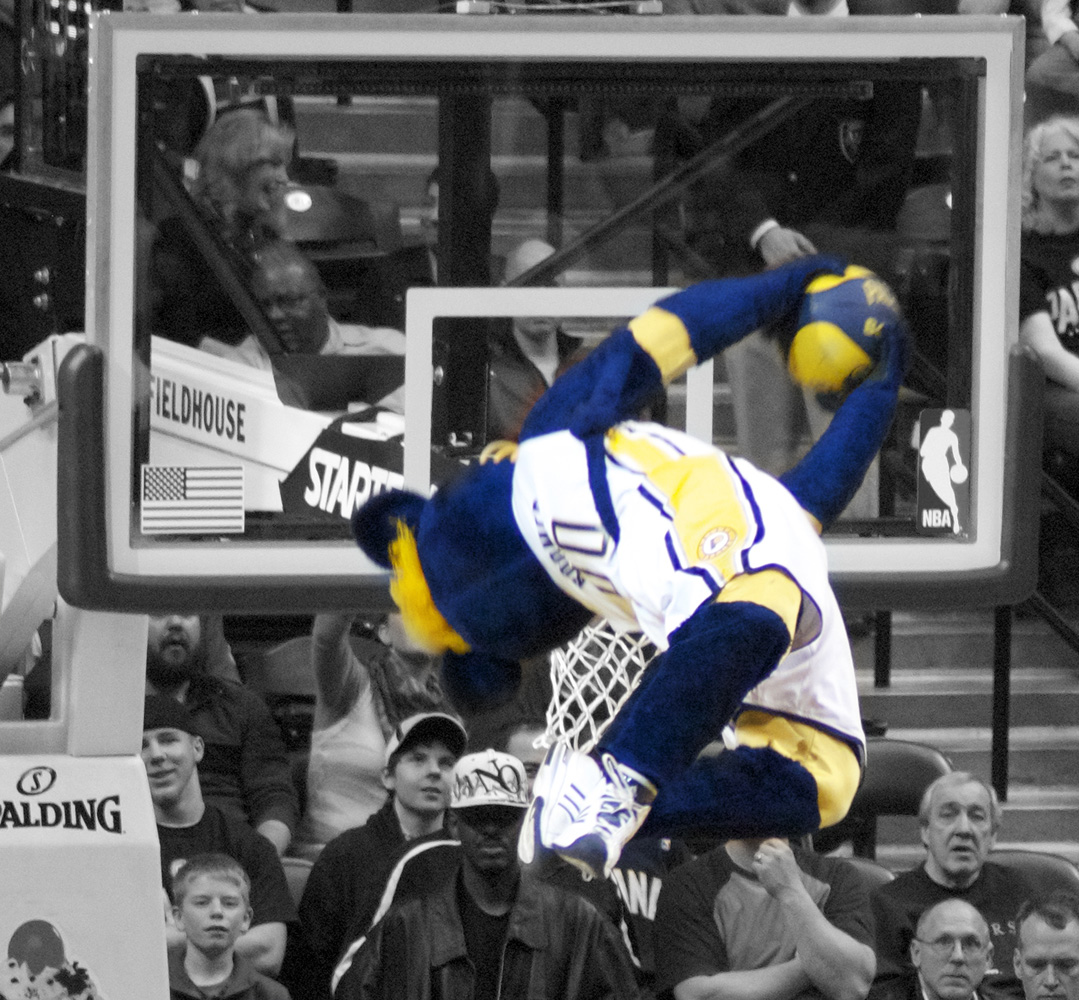
Бумер забивает данк

Бумер (англ. Boomer) — официальный талисман «Пэйсерс». Он представляет собой кошку ростом более 180 сантиметров (6 футов). Он развлекает публику с сезона 1991/92 года на каждом домашнем матче «Индианы». Бумер выполняет акробатические трюки, броски сверху и ведёт различные развлекательные конкурсы. Он появлялся как в Индианаполисе, так и в Мехико, Канкуне, Париже, Кабо-Сан-Лукасе, а также в других городах и странах. Бумер был в Диснейленде и на нескольких матчах всех звёзд НБА. На одном из его выступлений в американском лицее, куда он был приглашён в качестве почётного гостя, Бумер, выполняя зрелищный слэм-данк, сломал баскетбольный щит.
Боузер (англ. Bowser) — бывший талисман, который работал в тандеме с Бумером. Он представлял собой собаку ростом 188 сантиметров (6 футов 2 дюйма). Боузер развлекал зрителей «Бэнкерс Лайф-филдхаус» с сезона 2001/02 года, но дуэт распался, когда его уволили в сезоне 2009/10.

## Текущий состав
| \| Поз. \| № \| Гражд. \| Имя \| Рост \| Вес \| Откуда \| \| ---- \| -- \| ----------- \| ------------------ \| ------ \| ------ \| ----------------- \| \| З/Ф \| 00 \| Канада ! \| Беннедикт Матурин \| 196 см \| 95 кг \| Аризона \| \| З \| 0 \| ! \| Тайриз Халибертон \| 196 см \| 84 кг \| Айова Стэйт \| \| Ф \| 1 \| ! \| Оби Топпин \| 206 см \| 100 кг \| Дейтон \| \| З \| 2 \| Канада ! \| Эндрю Нембхард \| 196 см \| 89 кг \| Гонзага \| \| З \| 4 \| ! \| Тристен Ньютон \| 196 см \| 88 кг \| Коннектикут \| \| Ф \| 5 \| ! \| Джарас Уокер \| 203 см \| 107 кг \| Хьюстон \| \| Ф \| 8 \| ! \| Энрике Фримен \| 201 см \| 95 кг \| Акрон \| \| З \| 9 \| ! \| Ти Джей Макконнелл \| 185 см \| 86 кг \| Аризона \| \| З/Ф \| 12 \| Австралия ! \| Джонни Фурпи \| 206 см \| 91 кг \| Канзас \| \| Ц \| 13 \| ! \| Джеймс Уайзмен \| 213 см \| 109 кг \| Мемфис \| \| Ф \| 16 \| ! \| Джеймс Джонсон \| 201 см \| 109 кг \| Уэйк-Форест \| \| Ф/Ц \| 22 \| ! \| Айзея Джексон \| 208 см \| 93 кг \| Кентукки \| \| З/Ф \| 23 \| ! \| Аарон Несмит \| 196 см \| 98 кг \| Вандербильт \| \| З \| 26 \| ! \| Бен Шеппард \| 198 см \| 86 кг \| Белмонт \| \| З \| 29 \| ! \| Квентон Джексон \| 196 см \| 78 кг \| Техас-A&M \| \| Ф/Ц \| 33 \| ! \| Майлз Тёрнер \| 211 см \| 113 кг \| Техас \| \| Ф \| 43 \| Камерун ! \| Паскаль Сиакам \| 203 см \| 111 кг \| Нью-Мексико Стэйт \| | Главный тренер - Рик Карлайл Ассистенты тренера - Морис Бейкер - Дженни Бусек - Джим Бойлен - Джаннеро Парго - Ллойд Пирс - Майк Вейнар - Айзек Якоб Состав • Переходы Последнее изменение: 18 октября 2024 года |             |                    |        |        |                   |
| Поз. | № | Гражд.      | Имя                | Рост   | Вес    | Откуда            |
| З/Ф | 00 | Канада !    | Беннедикт Матурин  | 196 см | 95 кг  | Аризона           |
| З | 0 | !           | Тайриз Халибертон  | 196 см | 84 кг  | Айова Стэйт       |
| Ф | 1 | !           | Оби Топпин         | 206 см | 100 кг | Дейтон            |
| З | 2 | Канада !    | Эндрю Нембхард     | 196 см | 89 кг  | Гонзага           |
| З | 4 | !           | Тристен Ньютон     | 196 см | 88 кг  | Коннектикут       |
| Ф | 5 | !           | Джарас Уокер       | 203 см | 107 кг | Хьюстон           |
| Ф | 8 | !           | Энрике Фримен      | 201 см | 95 кг  | Акрон             |
| З | 9 | !           | Ти Джей Макконнелл | 185 см | 86 кг  | Аризона           |
| З/Ф | 12 | Австралия ! | Джонни Фурпи       | 206 см | 91 кг  | Канзас            |
| Ц | 13 | !           | Джеймс Уайзмен     | 213 см | 109 кг | Мемфис            |
| Ф | 16 | !           | Джеймс Джонсон     | 201 см | 109 кг | Уэйк-Форест       |
| Ф/Ц | 22 | !           | Айзея Джексон      | 208 см | 93 кг  | Кентукки          |
| З/Ф | 23 | !           | Аарон Несмит       | 196 см | 98 кг  | Вандербильт       |
| З | 26 | !           | Бен Шеппард        | 198 см | 86 кг  | Белмонт           |
| З | 29 | !           | Квентон Джексон    | 196 см | 78 кг  | Техас-A&M         |
| Ф/Ц | 33 | !           | Майлз Тёрнер       | 211 см | 113 кг | Техас             |
| Ф | 43 | Камерун !   | Паскаль Сиакам     | 203 см | 111 кг | Нью-Мексико Стэйт |

## Члены Зала славы баскетбола и закреплённые номера
| Члены Зала славы баскетбола и закреплённые номера | Члены Зала славы баскетбола и закреплённые номера | Члены Зала славы баскетбола и закреплённые номера | Члены Зала славы баскетбола и закреплённые номера | Члены Зала славы баскетбола и закреплённые номера | Члены Зала славы баскетбола и закреплённые номера | Члены Зала славы баскетбола и закреплённые номера | Члены Зала славы баскетбола и закреплённые номера | Члены Зала славы баскетбола и закреплённые номера | Члены Зала славы баскетбола и закреплённые номера |
| Игроки                                            | Игроки                                            | Игроки                                            | Игроки                                            | Игроки                                            | Игроки                                            | Игроки                                            | Игроки                                            | Игроки                                            | Игроки                                            |
| Номер                                             | Имя                                               | Позиции                                           | Сезоны                                            | Год введения                                      | Номер                                             | Имя                                               | Позиции                                           | Сезоны                                            | Год введения                                      |
| ------------------------------------------------- | ------------------------------------------------- | ------------------------------------------------- | ------------------------------------------------- | ------------------------------------------------- | ------------------------------------------------- | ------------------------------------------------- | ------------------------------------------------- | ------------------------------------------------- | ------------------------------------------------- |
| 4                                                 | Адриан Дантли                                     | ЛФ/АЗ                                             | 1977                                              | 2008                                              | 17                                                | Крис Маллин                                       | ЛФ/АЗ                                             | 1997—2000                                         | 2011                                              |
| 22                                                | Алекс Инглиш                                      | ЛФ                                                | 1978—1980                                         | 1997                                              | 25                                                | Гас Джонсон                                       | ТФ/Ц                                              | 1972                                              | 2010                                              |
| 30                                                | Джордж Макгиннис                                  | ТФ                                                | 1971—1975, 1980—1982                              | 2017                                              | 31                                                | Реджи Миллер                                      | АЗ                                                | 1987—2005                                         | 2012                                              |
| 34                                                | Мел Дэниелс                                       | Ц                                                 | 1968—1974                                         | 2012                                              | 35                                                | Роджер Браун                                      | ЛФ                                                | 1967—1974                                         | 2013                                              |
| Менеджмент                                        |                                                   |                                                   |                                                   |                                                   |                                                   |                                                   |                                                   |                                                   |                                                   |
| Номер                                             | Имя                                               | Роль                                              | Сезоны                                            | Год введения                                      | Номер                                             | Имя                                               | Роль                                              | Сезоны                                            | Год введения                                      |
| 529                                               | Бобби Леонард                                     | Тренер                                            | 1968—1980                                         | 2014                                              | -                                                 | Джек Рэмси                                        | Тренер                                            | 1986—1988                                         | 1992                                              |
| -                                                 | Ларри Браун                                       | Тренер                                            | 1993—1997                                         | 2002                                              | -                                                 | Ларри Бёрд                                        | Тренер                                            | 1997—2000                                         | 1998                                              |
| -                                                 | Айзея Томас                                       | Тренер                                            | 2000—2003                                         | 2000                                              |                                                   |                                                   |                                                   |                                                   |                                                   |
| Введённые в Зал славы баскетбола                  |                                                   |                                                   |                                                   |                                                   |                                                   |                                                   |                                                   |                                                   |                                                   |
| Навечно закреплённые командой номера              |                                                   |                                                   |                                                   |                                                   |                                                   |                                                   |                                                   |                                                   |                                                   |

## Статистика сезонов

### Статистика последних сезонов
В = Выигрыши, П = Проигрыши, П% = Процент выигранных матчей
| Сезон     | В    | П    | П%   | Плей-офф |
| --------- | ---- | ---- | ---- | --- |
| 2013/14   | 56   | 26   | .683 | Выиграли в первом раунде у Атланта Хокс, 4-3 Выиграли в полуфинале конференции у Вашингтон Уизардс, 4-2 Проиграли в финале конференции Майами Хит, 4-2 |
| 2014/15   | 38   | 44   | .463 | |
| 2015/16   | 45   | 37   | .549 | Проиграли в первом раунде Торонто Рэпторс 4-3 |
| 2016/17   | 42   | 40   | .512 | Проиграли в первом раунде Кливленд Кавальерс 4-0 |
| 2017/18   | 48   | 34   | .585 | Проиграли в первом раунде Кливленд Кавальерс 4-3 |
| 2018/19   | 48   | 34   | .585 | Проиграли в первом раунде Бостон Селтикс 4-0 |
| 2019/20   | 45   | 28   | .616 | Проиграли в первом раунде Майами Хит 4-0 |
| 2020/21   | 34   | 38   | .472 | |
| 2011/22   | 25   | 57   | .305 | |
| 2022/23   | 35   | 47   | .427 | |
| Чемпионат | 2275 | 2173 | .515 | |
| Плей-офф  | 184  | 176  | .525 | |
| Всего     | 2459 | 2349 | .516 | |

## Достижения

### Лидеры клуба
| - За карьеру - Игр: Реджи Миллер (1389) - Сыграно минут: Реджи Миллер (47 619) - Попаданий с игры: Реджи Миллер (8241) - Попыток забить: Реджи Миллер (17 499) - Забито трёхочковых: Реджи Миллер (2560) - Попыток забить трёхочковый: Реджи Миллер (6486) - Забито штрафных очков: Реджи Миллер (6237) - Попыток забить штрафной бросок: Реджи Миллер (7026) - Подборы в атаке: Дэйл Дэвис (2276) - Подборы в защите: Мел Дэниелс (5461) - Всего подборов: Мел Дэниелс (7643) - Передач: Реджи Миллер (4141) - Перехватов: Реджи Миллер (1505) - Блок-шотов: Джермейн О’Нил (1245) - Потерь: Реджи Миллер (2409) - Персональных фолов: Рик Смитс (3011) - Очков: Реджи Миллер (25 279) | - В среднем за игру - Сыграно минут: Дэйл Дэвис (37.07) - Попаданий с игры: Чак Персон (7.85) - Попыток забить: Чак Персон (16.33) - Забито трёхочковых: Реджи Миллер (1.84) - Попыток забить трёхочковый: Стивен Джексон (4.73) - Забито штрафных очков: Детлеф Шремпф (5.31) - Попыток забить штрафной бросок: Джордж Макгиннис (7.05) - Подборы в атаке: Мел Дэниелс (4.56) - Подборы в защите: Мел Дэниелс (11.40) - Всего подборов: Мел Дэниелс (15.96) - Передач: Марк Джексон (8.13) - Перехватов: Дон Бузи (2.55) - Блок-шотов: Джермейн О’Нил (2.42) - Потерь: Рикки Соберс (4.10) - Персональных фолов: Джеймс Эдвардс (4.04) - Очков: Виктор Оладипо (21.7) |

## Индивидуальные награды игроков

### Период игры вАБА
| MVP - Мел Дэниелс — 1969, 1971 - Джордж Макгиннис — 1975 MVP Финала - Роджер Браун — 1970 - Фредди Льюис — 1972 - Джордж Макгиннис — 1973 MVP Матча всех звёзд АБА - Мел Дэниелс — 1971 Первая сборная всех звёзд АБА - Мел Дэниелс — 1969, 1970, 1971 - Роджер Браун — 1971 - Джордж Макгиннис — 1974, 1975 - Билли Найт — 1976 | Вторая сборная всех звёзд АБА - Роджер Браун — 1968, 1970 - Боб Нетолики — 1970 - Джордж Макгиннис — 1973 - Мел Дэниелс — 1973 - Дон Бузи — 1976 Сборная всех звёзд защиты АБА - Дон Бузи — 1975, 1976 Сборная новичков АБА - Джордж Макгиннис — 1971 - Билли Найт — 1975 |

### Период игры вНБА
| Лучший оборонительный игрок НБА - Рон Артест — 2004 Новичок года НБА - Чак Персон — 1987 Лучший шестой игрок НБА - Детлеф Шремпф — 1991, 1992 Самый прогрессирующий игрок НБА - Джален Роуз — 2000 - Джермейн О’Нил — 2002 - Дэнни Грэнджер — 2009 - Пол Джордж — 2013 - Виктор Оладипо — 2018 Тренер года НБА - Джек МакКинни — 1981 - Ларри Бёрд — 1998 Менеджер года НБА - Ларри Бёрд — 2012 Главный тренер Востока на матче всех звёзд НБА - Ларри Бёрд — 1998 - Айзея Томас — 2003 - Рик Карлайл — 2004 - Фрэнк Вогель — 2014 | Игроки, участвовавшие в матче всех звёзд НБА - Билли Найт — 1977 - Дон Бузи — 1977 - Реджи Миллер — 1990, 1995, 1996, 1998, 2000 - Детлеф Шремпф — 1993 - Рик Смитс — 1998 - Дэйл Дэвис — 2000 - Джермейн О’Нил — 2002, 2003, 2004, 2005, 2006, 2007 - Брэд Миллер — 2003 - Рон Артест — 2004 - Дэнни Грэнджер — 2009 - Рой Хибберт — 2012, 2014 - Пол Джордж — 2012, 2014, 2016, 2017 - Виктор Оладипо — 2018, 2019 Вторая команда сборной всех звёзд НБА - Джермейн О’Нил — 2004 Третья команда сборной всех звёзд НБА - Реджи Миллер — 1995, 1996, 1998 - Джермейн О’Нил — 2002, 2003 - Рон Артест — 2004 - Пол Джордж — 2013, 2014, 2016 - Виктор Оладипо — 2018 | Первая команда сборной защиты НБА - Дон Бузи — 1977 - Рон Артест — 2004 - Пол Джордж — 2014 - Виктор Оладипо — 2018 Вторая команда сборной защиты НБА - Дадли Брэдли — 1981 - Майкл Уильямс — 1992 - Деррик Макки — 1995, 1996 - Рон Артест — 2003 - Пол Джордж — 2013, 2016 - Рой Хибберт — 2014 Сборная новичков НБА - Кларк Келлогг — 1983 - Стив Стипанович — 1984 - Чак Персон — 1987 - Рик Смитс — 1989 Вторая команда сборной новичков НБА - Джамаал Тинсли — 2002 - Дэнни Грэнджер — 2006 - Пол Джордж — 2011 - Майлз Тёрнер — 2016 |